# Julie Makani
Julie Makani (nascuda l'any 1970) és una investigadora mèdica de Tanzània. Des de l'any 2014 és investigadora i professora associada del Wellcome Trust Research en el Departament d'Hematologia i Transfusió de Sang de la Universitat de Salut i Ciències Afins de Muhimbili (MUHAS). També és professora visitant i consultora del Departament de Medicina de Nuffield, Universitat d'Oxford, amb seu a Dar es Salaam, Tanzània. L'any 2011, va rebre el Premi Royal Society Pfizer pel seu treball amb l'anèmia de les cèl·lules falciformes.

## Formació
Després d'assistir a l'escola primària de St Constantine a Arusha, Tanzània, Makani es va formar en medicina a Tanzània a la Universitat Muhimbili, obtenint el seu títol de metge l'any 1994. L'any 1997, va assistir a estudis de postgrau en medicina interna a l'Hospital Hammersmith, Real Escola de Medicina de Postgrau de la Universitat de Londres, amb una beca de la Commonwealth. D'allà, va anar a Oxford com a investigadora en el Departament de Medicina de Nuffield, Universitat d'Oxford. Va rebre una beca de Doctorat de quatre anys de la Wellcome Trust en 2003 per estudiar la malaltia de cèl·lules falciformes a Tanzània. Va completar el seu doctorat en epidemiologia clínica d'la malaltia de cèl·lules falciformes (SCD).

## Recerca biomèdica
L'any 2004, va rebre una beca de la Wellcome Trust i va establir el programa de la malaltia de cèl·lules falciformes (SCD) a la Universitat de Salut i Ciències Afins de Muhimbili (MUHAS), amb vigilància prospectiva de més de 2000 pacients amb SCD. L'anèmia de cèl·lules falciformes és una forma hereditària de l'anèmia, una malaltia que es caracteritza per la insuficiència de glòbuls vermells sans per transportar un nivell adequat d'oxigen pel cos. En l'anèmia de cèl·lules falciformes, els glòbuls vermells es tornen rígids i enganxifosos, i tenen forma de falç o de lluna creixent. Aquestes cèl·lules amb forma irregular poden quedar embussades en els vasos sanguinis petits, la qual cosa pot fer minvar o bloquejar el flux de sang i oxigen a diferents parts del cos, la malaltia causa episodis recurrents de dolor i dany orgànic greu que pot provocar la mort. S'estima que entre vuit i onze mil nens a l'any neixen amb la malaltia de cèl·lules falciformes a Tanzània. L'enfocament del treball inicial de Makani a Muhimbili va ser examinar factors com la malària, infeccions bacterianes i accidents cerebrovasculars, que es considera que contribueixen significativament a la malaltia i la mort.
En col·laboració amb els seus col·legues, ha desenvolupat un programa de recerca biomèdica i atenció mèdica que és una de les cohorts de DCS més grans en un centre mèdic al món. El seu interès actual està a saber de quina forma l'anèmia i l'hemoglobina fetal influeixen en la càrrega de malaltia de SCD.
Makani treballa amb col·legues per establir xarxes en l'àmbit nacional a la Xarxa Regional de Recerca de la Malaltia de Cèl·lules Falciformes d'Àfrica Oriental i Central (REDAC) i Àfrica (Sickle CHARTA – Consorci per a la salut, defensa, recerca i capacitació a Àfrica) Makani és cofundadora de la Fundació de Cèl·lules Falciformes de Tanzània. A escala mundial, està en el grup d'assessorament tècnic de la Xarxa Global de Recerca SCD, copresidint el grup de treball responsable de la teràpia amb hidroxiurea a Àfrica.
El seu objectiu és utilitzar la malaltia de cèl·lules falciformes com a model per establir solucions científiques i d'atenció mèdica a Àfrica que siguin rellevants a escala local i que tinguin importància mundial. Aconseguir l'èxit en la malaltia de cèl·lules falciformes demostrarà que amb associacions globals efectives, es poden abordar les desigualtats en la ciència biomèdica i la salut i es poden aconseguir avanços significatius.

## Beques i altres premis
Makani va rebre formació (2003) i una beca d'intermediació (2011) de la Wellcome Trust per al programa d'anèmia falciforme. L'any 2007, va rebre una beca per assistir a la reunió de TEDGlobal a Arusha, Tanzània. L'any 2009, va rebre una Beca de Lideratge Arquebisbe Tutu de l'Institut de Lideratge Africà.
L'any 2011, va rebre el The Royal Society Pfizer Award. La subvenció del premi s'utilitzaria per la recerca per proporcionar una millor comprensió dels mecanismes moleculars, genètics i ambientals de la malaltia de cèl·lules falciformes. En atorgar el premi, la professora Lorna Casselton, de la Royal Society, va dir: "Estem molt contents de reconèixer a una persona tan impressionant amb el Royal Society Pfizer Award d'aquest any... Esperem que la Dra. Makani sigui el model a seguir per a altres joves científics africans que desitgin marcar la diferència en el seu continent i a tot el món".
L'any 2019, va ser inclosa en la llista de les 100 Dones de la BBC.